# Vincent Coulibaly
Vincent Coulibaly (ur. 16 marca 1953 w Kéniéran) – gwinejski duchowny katolicki, arcybiskup Konakry.

## Życiorys
Święcenia kapłańskie przyjął 9 maja 1981.

## Episkopat
17 listopada 1993 został mianowany biskupem Kankan. Sakry biskupiej udzielił mu 12 lutego 1994 ówczesny metropolita Konakry - abp Robert Sarah.
6 maja 2003 został mianowany przez Jana Pawła II ordynariuszem stołecznej archidiecezji Konakry.
W latach 2007–2013 pełnił funkcję przewodniczącego Konferencji Biskupów Gwinei.